# Olga Vasdeki
Olga Vasdeki (Grecia, 26 de septiembre de 1973) es una atleta griega, especializada en la prueba de triple salto, en la que llegó a ser medallista de bronce mundial en 1999.

## Carrera deportiva
En el Mundial de Sevilla 1999 ganó la medalla de bronce en triple salto, con un salto de 14.61 metros, quedando en el podio tras su compatriota la también griega Paraskevi Tsiamita (oro con un salto de 14.88 metros) y la cuabana Yamilé Aldama (también 14.61 m).